# يان برات
يان برات (بالإنجليزية: Ian Pratt)‏ هو سياسي أسترالي، ولد في 21 يونيو 1937 في نورثام في أستراليا. حزبياً، نشط في الحزب الليبرالي الأسترالي.